# 斯特羅加尼夫卡 (普里阿佐夫西克區)
46°40′38″N 35°51′51″E / 46.67722°N 35.86417°E
斯特羅加尼夫卡（烏克蘭語：Строганівка）是位於烏克蘭東南部的村莊，由扎波羅熱州梅利托波爾區的普里亞速斯凱市鎮負責管轄。該村距離博格達尼夫卡6公里，始建於1861年，面積1.76平方公里，海拔高度4米，2001年人口596。